# Pio V. Corpuz
Pio V. Corpuz est une localité de la province de Masbate, aux Philippines. En 2015, elle compte 23 236 habitants.